# 菲律賓厚殼桂
菲律賓厚殼桂（学名：Cryptocarya elliptifolia）为樟科厚殼桂屬下的一个种。

## 扩展阅读
- 維基物種上的相關：菲律賓厚殼桂